# Macrotomoxia castanea
Macrotomoxia castanea es una especie de coleóptero de la familia Mordellidae.

## Distribución geográfica
Habita en Tonkin y en la isla de Formosa.